# Дарбаза (Сарыагашский район)
Дарбаза (каз. Дарбаза) — село в Сарыагашском районе Туркестанской области Казахстана. Административный центр Дарбазинского сельского округа. Находится примерно в 13 км к северо-западу от районного центра, города Сарыагаш. Код КАТО — 515449100.
К селу подведён Дарбазинский водопровод.

## Население
В 1999 году население села составляло 3377 человек (1664 мужчины и 1713 женщин). По данным переписи 2009 года, в селе проживало 3397 человек (1720 мужчин и 1677 женщин).

## Известные жители и уроженцы
- Мурзалиев, Зульпухар (1902 — 1979) — Герой Социалистического Труда.
- Сатыбалдиев, Джабак (1890 — 1956) — Герой Социалистического Труда